# Gyrodontium
Gyrodontium — рід грибів родини Coniophoraceae. Класифіковано у 1900 році.

## Класифікація
До роду Gyrodontium відносять 8 видів:
- Gyrodontium boveanum
- Gyrodontium capense
- Gyrodontium eberhardtii
- Gyrodontium flavidum
- Gyrodontium henningsii
- Gyrodontium sacchari
- Gyrodontium serpuloides
- Gyrodontium versicolor